# Rap
Rap je glazbeni oblik vokalne izvedbe koji uključuje rimu, ritmički govor i ulični rječnik, a izvodi ili pjeva raznoliko, obično uz prateći ritam ili glazbenu pratnju.
Komponente rapa uključuju "sadržaj" (ono što se govori), "tok" (ritam, rima) i "izvedbu" (kadenca, ton). Rap je primarni sastojak hip-hop glazbe, a često je povezan s tim žanrom; međutim, podrijetlo rapa prethodi hip-hop kulturi.
Prethodnice modernog rapa uključuju zapadnoafričku griot tradiciju, određene vokalne stilove bluesa, jazza, afroameričke poezije 1960-ih i Sprechgesang. Moderna pojava rapa u popularnoj glazbi nastala je u Bronxu u New Yorku 1970-ih, zajedno s hip hop žanrom. Rap se razvio iz uloge voditelja ceremonija (eng. master of ceremonies (MC)) na zabavama unutar scene. Oni bi poticali i zabavljali goste između DJ setova, što je evoluiralo u dulje izvedbe.
Rap se obično recitira u ritmu, što ga daje DJ, beatboxer ili se izvodi a cappella. Stilski, rap zauzima područje između govora, proze, poezije i pjevanja. Riječ "rap" izvorno je značila "lagano udarati", a sada se koristi za opisivanje brzog govora ili ponavljanja. Riječ "rap" se u britanskom engleskom koristila od 16. stoljeća. Bila je dio afroameričkoga dijalekta engleskog jezika 1960-ih godina, što znači "razgovarati", a vrlo brzo nakon toga u današnjoj upotrebi kao izraz koji označava glazbeni stil. Danas je pojam "rap" toliko usko povezan s hip-hop glazbom da mnogi izraze koriste naizmjenično.
Neki od najpoznatijih rap glazbenika su: Eminem, 50 Cent, Tupac Shakur, Lauryn Hill, Jay Z, Dr. Dre, Nicki Minaj, Snoop Dogg, Missy Elliott, Kanye West, Busta Rhymes, Eazy-E, Ice Cube i drugi.